# 側高神社 (香取市大倉)

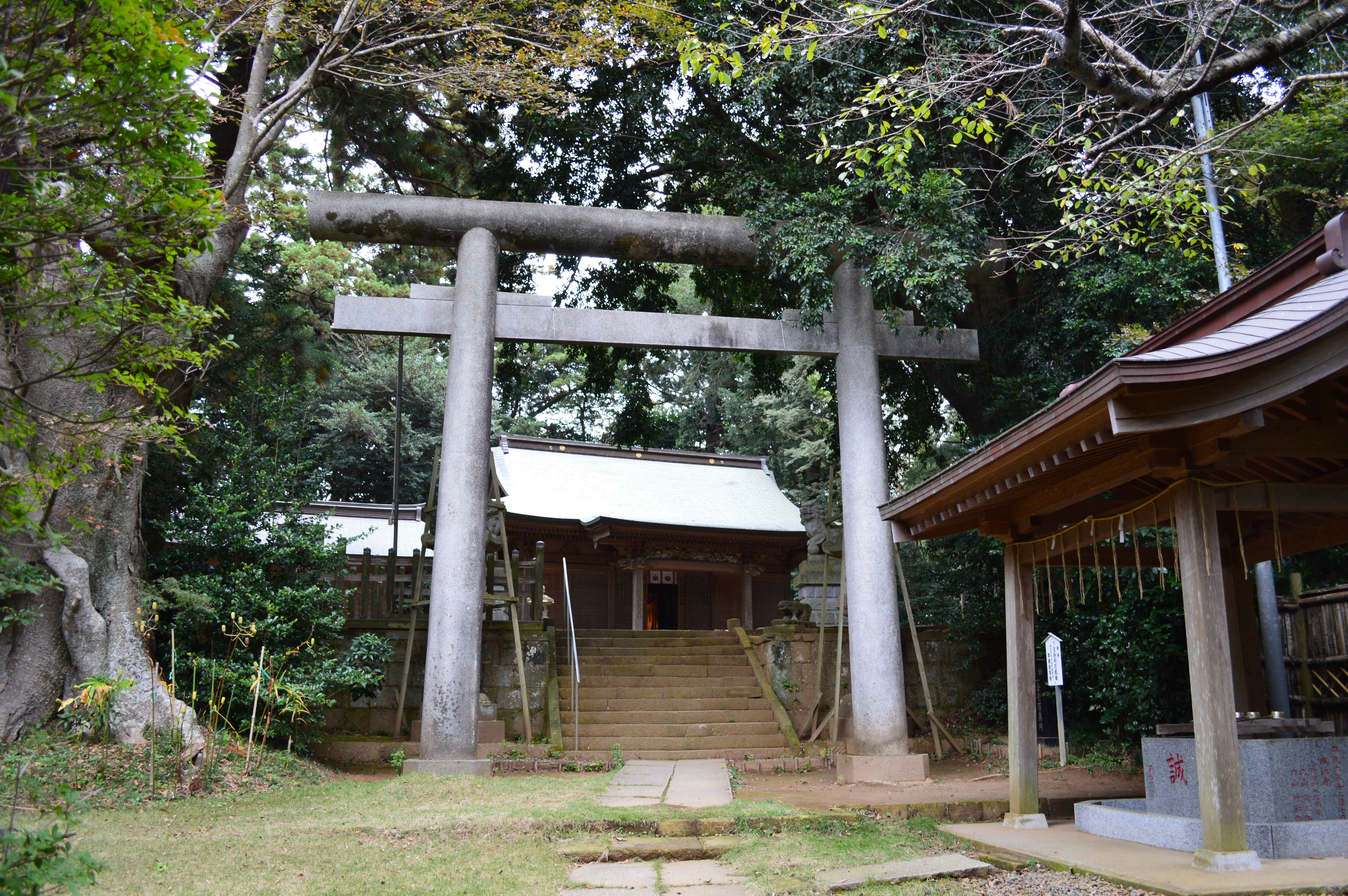
鳥居

側高神社（そばたかじんじゃ）は、千葉県香取市大倉にある神社。香取神宮第一摂社で、旧社格は郷社。
利根川下流域には「そばたか」と社名を読む神社が多く分布するが、当社はそれらの本社とされる。

## 祭神
古来より当社の祭神は深秘とされており、明らかではない。現在は一般名称として「側高大神」と称される。
『香取郡誌』では、主祭神を高皇産霊尊・神皇産霊尊、相殿神を天日鷲命・経津主命・天児屋根命・武甕槌命・姫御神としている。この祭神の中に忌部氏系の天日鷲命が見られることと当社の成立との関係性が指摘される。また、経津主神（香取神宮祭神）の后神が祭神であるという説もある。

## 歴史

### 創建・伝承
社伝では、香取神宮と同じ神武天皇18年の創建という。
また、当社には次の伝承が残る。昔、側高神が香取神の命により陸奥の馬2,000疋を捕らえて霞ヶ浦の浮島まで帰ってきたところ、陸奥神が馬を惜しんで追いかけてきた。そこで側高神は霞ヶ浦を干潮にして馬を下総に渡らせ、次いで満潮にして陸奥神を渡れなくしたという。以上の伝承から、当社が古代に担った役割が推察される。

### 概史
『香取志』には当社は香取神宮の第一摂社とあり、古くより同宮との関係が深かったことがうかがわれる。寛元元年（1243年）の文書には同宮とともに造替があったことが見え、鎌倉時代には社殿は一間で茅葺、作料官米30石が造営に充てられた旨が見える。慶長12年（1607年）、元禄13年（1700年）の江戸幕府による香取神宮修造の際にも、同時に当社の修造が行なわれた。なお、これらの古文書には「脇鷹」「曽波鷹」という表記も見られる。
古くは当社の末社に大倉字石神代の落書神社（おとしぶみ-）と大倉字一夜山の一夜山神社（ひとよやま-）があったが、いずれも明治41年（1908年）に合祀された。落書神社は、鹿島神宮の神が香取神宮の神に文を出し、使いの鹿が猟師に狙われた時に文を落とし、その心労のために死んだ鹿を祀った社と伝わる。また一夜山神社は、痘瘡除けとして信仰された神社である。
大正5年（1916年）御大礼記念として社殿を改造。昭和6年（1931年）国鉄成田線工事のために神井を現在地の鳥居脇に移設、県道（現・国道356号）から階段を新設した（現在は通行できない）。

## 境内

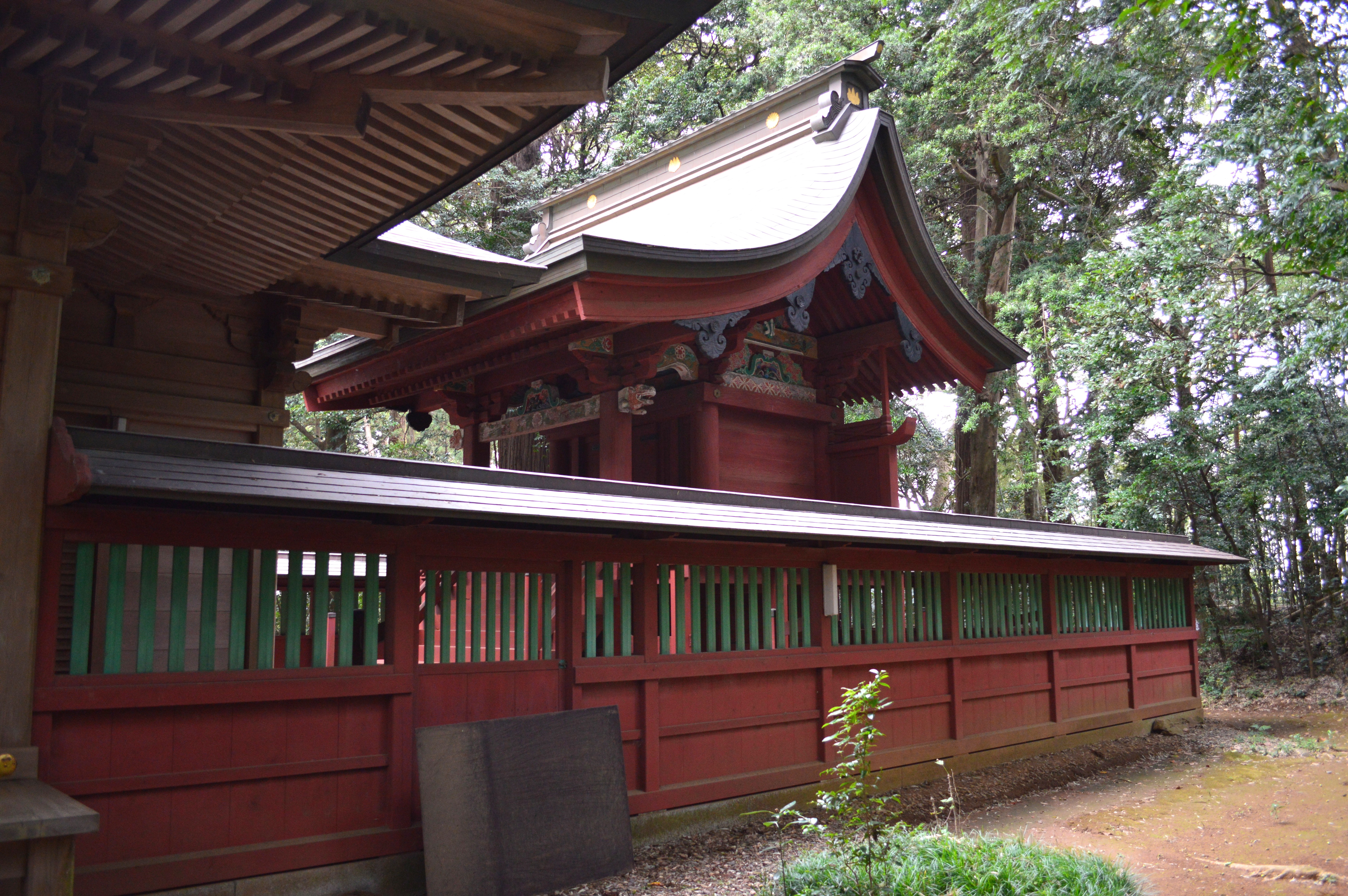
本殿（県指定文化財）

本殿は一間社流造。屋根は銅板葺であるが、元は茅葺であった。江戸時代初期の造営で、彩色文様や彫刻には桃山時代の建築様式の特色が見られる。香取神宮の修造との関係や建築様式から、慶長年間に畿内出身の名工に学んだ工匠の手と見られている。地方色の強い建築物で、貴重なものとして千葉県の文化財に指定されている。

## 祭事

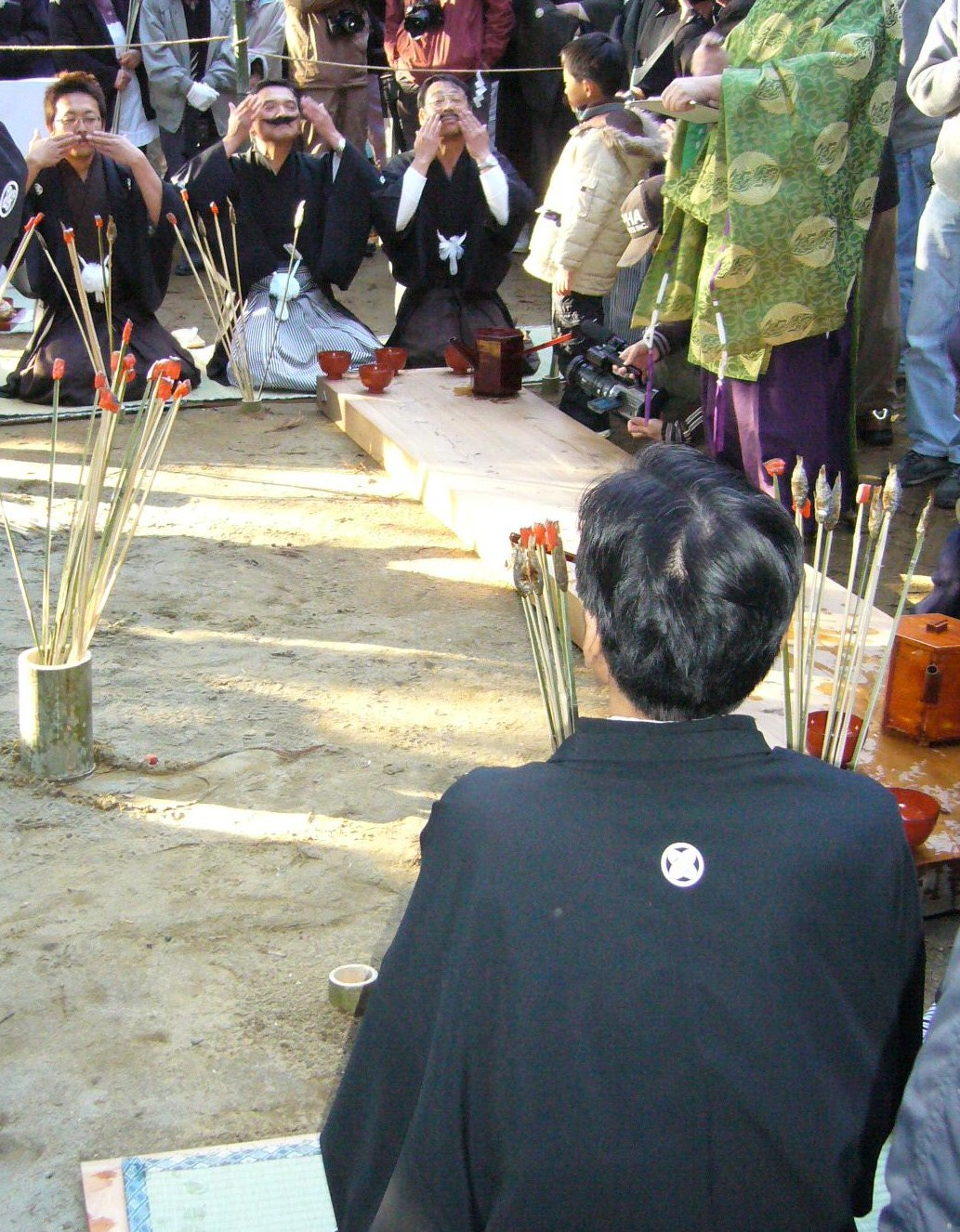
髭撫祭

- 髭撫祭（ひげなでまつり） （1月第2日曜日午後）

鎌倉時代、建保2年（1214年）に始まったと伝わる奇祭。地区の当番引継ぎ行事（いわゆるオビシャ）で、羽織袴を着た新旧当番地区の人が互いに向き合って座り、ひげを撫でたら大きな椀でお酒を飲みあう。祭は香取市の文化財に指定されている。
- 例祭（側高祭） （12月7日）

## 文化財

### 千葉県指定有形文化財
- 本殿（建造物） - 昭和57年4月6日指定。

### 香取市指定無形民俗文化財
- 側高神社のひげなで祭 - 昭和52年6月1日指定。

### その他
- 四箇の甕

「春の甕」「夏の甕」「秋の甕」「冬の甕」と呼ばれる4つの甕。それぞれの甕の中の雨水量がその年の降水量を占うと伝わる。

## 現地情報
所在地
- 千葉県香取市大倉1

交通アクセス
- 鉄道
  - 東日本旅客鉄道（JR東日本）成田線 水郷駅 （徒歩約25分）
- バス
  - 高速バス（東京駅-佐原駅北口-銚子線）または千葉交通バスで「側高神社」バス停下車 （下車後徒歩約5分）

周辺
- 香取神宮
- 佐原の町並み
- 東関東自動車道佐原PA - 側高神社に隣接する。